# Arčelca
Arčelca este o localitate din comuna Trebnje, Slovenia, cu o populație de 11 locuitori.